# 34-es busz (Miskolc)
A miskolci 34-es jelzésű busz az Avas kilátó és Bodótető kapcsolatát látja el.

## Története
Az 1980-ban indult 34-es busz útvonala fennállása 31 éve alatt többször módosult. A járat 2011. június 16-tól megszűnt, helyette a 38B-s jelzésű autóbusz indult, valamint a 38-as autóbusz is átvette az útvonalát. 2012-ben ismét újraindult, majd 2015. június 15-étől az Avas kilátóig meghosszabbított útvonalon közlekedik egész nap, a hét minden napján.
- 1980. június 1.–1982. május 31. Avas lakótelep – Szemere utca (átszámozva 33A-ról)
- 1982. június 1.–1982. december 10. Avas lakótelep – Széchenyi utca
- 1982. december 11.–1984. május 31. Avas lakótelep – Dózsa György utca
- 1984. június 1.–1994. május 31. Avas városközpont – Vologda városrész
- 1994. június 1.–2006. december 31. Avas városközpont – Bodótető
- 2007. január 1.–2008. január 1. Búza tér – Bodótető
- 2008. január 1.–2011. június 15. Arany János utca – Bodótető
- 2012. március 1.–2015. június 12. Avas városközpont – Bodótető
- 2015. június 15.– Avas kilátó – Bodótető

## Megállóhelyei
| 0  | Bodótető               | 25 |                                                                     |
| 1  | Dóczy József utca      | ∫  |                                                                     |
| ∫  | Bedegvölgy             | 24 |                                                                     |
| 3  | Vologda városrész      | 23 | 1, 54, 101B                                                         |
| 4  | Dózsa György út        | ∫  | 1, 54, 101B                                                         |
| 6  | Petőfi tér             | ∫  | 1, 11, 12, 14, 20, 28, 36, 54, 101B                                 |
| 7  | Hősök tere             | ∫  | 14, 28, 35, 36, 43, 44                                              |
| 9  | Villanyrendőr          | ∫  | 14, 28, 35, 36, 43, 44, Auchan 1 1, 1A, 2                           |
| ∫  | Dayka Gábor utca       | 22 |                                                                     |
| ∫  | Szemere kert           | 21 | 11                                                                  |
| ∫  | Kazinczy Ferenc utca   | 20 | 11                                                                  |
| ∫  | Centrum                | 19 | 3A, 12, 20, 20A, 20B, 24, 28, 32, 35, 43, 44, 45, Auchan 1 1, 1A, 2 |
| ∫  | Vörösmarty Mihály utca | 18 | 12, 20, 20A, 20B, 28, 35, 36, 43, 44, Auchan 1                      |
| 11 | Népkert                | 16 | 12, 14, 20, 20A, 20B, 28, 35, 36, 43, 44                            |
| 13 | SZTK Rendelő           | 15 | 12, 14, 20, 20A, 24, 30, 31, 36, 43, 44                             |
| 15 | Petneházy bérházak     | 14 | 2, 12, 14, 20, 20A, 24, 30, 31, 36, 43, 44                          |
| 16 | Tapolcai elágazás      | 12 | 4, 12, 20, 20A, 24, 30, 32, 36, 43, 44, 45                          |
| 17 | Vasúti felüljáró       | 10 | 12, 20, 20A, 30, 32, 36                                             |
| 18 | Szentgyörgy út         | 8  | 12, 20, 20A, 20B, 29, 30, 32, 36, 39, Auchan 2                      |
| 19 | Sályi István utca      | 7  | 20B, 29, 30, 32, 36, 39, Auchan 2                                   |
| 20 | Avas városközpont      | 6  | 20B, 29, 30, 31, 32, 35, 36, 39, Auchan 2                           |
| 21 | Ifjúság útja           | 5  | 20B, 29, 30, 31, 32, 35, 36, 39, Auchan 2                           |
| 22 | Mednyánszky utca       | 4  | 29, 30, 31, 32, 35, 36, 39, Auchan 2                                |
| 23 | Hajós Alfréd utca      | 3  | 29, 30, 31, 32, 35, 36, 39, Auchan 2                                |
| 25 | Leszih Andor utca      | 1  | 29, 30, 31, 32, 35, 36, 39, Auchan 2                                |
| 26 | Avas kilátó            | 0  | 29, 30, 31, 32, 35, 36, 39, Auchan 2                                |